# Laevilitorina
Genre
Synonymes
- Corneolitorina Powell, 1951
- sous-genre Laevilacunaria (Pellilacunella) Powell, 1951
- sous-genre Laevilitorina (Corneolitorina) Powell, 1951
- sous-genre Laevilitorina (Laevilitorina) Pfeffer in Martens & Pfeffer, 1886
- sous-genre Laevilitorina (Macquariella) Finlay, 1926
- sous-genre Laevilitorina (Pellilacunella) Powell, 1951
- sous-genre Laevilitorina (Rissolittorina) Ponder, 1966
- sous-genre Laevilitorina (Rufolacuna) Ponder, 1976
- Macquariella Finlay, 1926
- Rissolittorina Ponder, 1966[1]

Laevilitorina est un genre de mollusques gastéropodes de la famille des Littorinidae. L'espèce-type est Laevilitorina caliginosa.

## Liste d'espèces
Selon World Register of Marine Species (28 octobre 2017) :
- Laevilitorina alta (Powell, 1940)
- Laevilitorina antarctica (E. A. Smith, 1902)
- Laevilitorina antipodum (Filhol, 1880)
- Laevilitorina aucklandica (Powell, 1933)
- Laevilitorina bifasciata Suter, 1913
- Laevilitorina bruniensis (Beddome, 1883)
- Laevilitorina caliginosa (Gould, 1849)
- Laevilitorina claviformis Preston, 1916
- Laevilitorina delli (Powell, 1955)
- Laevilitorina granum Pfeffer in Martens & Pfeffer, 1886
- Laevilitorina hamiltoni (E. A. Smith, 1898)
- Laevilitorina heardensis Dell, 1964
- Laevilitorina johnstoni (Cotton, 1945)
- Laevilitorina kingensis (May, 1924)
- Laevilitorina latior Preston, 1912
- Laevilitorina macphersonae (Dell, 1964)
- Laevilitorina mariae (Tenison Woods, 1876)
- Laevilitorina pygmaea Pfeffer in Martens & Pfeffer, 1886
- Laevilitorina umbilicata Pfeffer in Martens & Pfeffer, 1886
- Laevilitorina venusta Pfeffer in Martens & Pfeffer, 1886
- Laevilitorina wandelensis (Lamy, 1905)